# 汝、誓いの口づけを…
『汝、誓いの口づけを…』（なんじ、ちかいのくちづけを、Rena's LOVE Diary）は、太田早紀による日本の漫画作品。
『Cheese!』（小学館）にて2005年5月号から8月号まで全4話が連載され、同年11月号・12月号に主人公の2人の前日譚に当たるスペシャル番外編が、2006年1月号増刊に脇役を主人公とした番外編が掲載された。単行本は全2巻。

## あらすじ
16歳の玲奈と18歳の京汰は、3つの条件をのむ事で結婚の夢を叶えた。その3つとは、1. 学校に婚姻関係がバレないこと、2. 京汰がT大学に現役合格すること、3. 子供を作らないこと。ラブラブな2人の結婚生活・学園生活の物語。

## 登場人物
川上 玲奈（かわかみ れな）
16歳。憧れ続けた京汰が通う進学校に奇跡的に入学でき、彼女になることができた。
真田 京汰（さなだ きょうた）
18歳。学園トップの成績優秀な生徒。
父親の仕事の都合で北海道へ引っ越すことになり、玲奈と離れたくないがためにプロポーズした。両親は北海道へ行き、学園では一人暮らしをしていると思われている。
佐藤 友香（さとう ゆうか）
玲奈の幼なじみで、親族以外で唯一2人が結婚したことを知っている。時折、神崎を切なげに見つめている。
神崎 柊吾（かんざき しゅうご）
玲奈と友香のクラスの担任。数学教師。成績が悪い玲奈に目をかけている（玲奈本人は目を付けられていると思っている）。
山下 夏季（やました なつき）
生徒会長。京汰のクラスメイト。いつも、教室まで押しかけてくる京汰のファンの下級生たちを追い払う。

## 番外編・単行本同時収録
汝、誓いの口づけを… スペシャル番外編
『Cheese!』2005年11月号・12月号 掲載
玲奈と京汰の出会い、交際に発展し結婚に到るまでを描く。
love love love
『Cheese!』2006年1月号増刊 掲載
幼い頃に両親が離婚し、兄ばかりを構う母親と喧嘩をし家を飛び出した中学3年生の友香は、街をフラついていたところを神崎に保護される。関係を持ってしまった2人は、友香が入学した高校の生徒と担任の教師として再会する。
裸足のままで
『Cheese!』2006年3月号 掲載
成績優秀、スポーツ万能な学校のアイドル・藤井拓実に突然告白された石田あや。戸惑いつつも嬉しく思うが、拓実が別の男子と「どちらが先にあやを落とすか」をいう賭けをしていると知ってしまう。

## 書誌情報
- 太田早紀 『汝、誓いの口づけを…』 小学館 〈フラワーコミックス〉 全2巻
  1. 2005年8月26日発売、ISBN 4-09-138070-0
  2. 2006年4月26日発売、ISBN 4-09-130414-1